# 潮宗街历史文化街区
潮宗街历史文化街区，为湖南省长沙市湘江东岸的开福区古城区，街区位于中山路口至营盘路口。核心保护区以潮宗街为轴线，南侧有连升街、三贵街、梓园、九如里等，北侧有寿星街、高升巷、玉皇坪等。

## 历史沿革
潮宗街因临城门潮宗门而名，又名草场门正街。明清时是长沙县署和临湘驿站所在地，行人往来，车水马龙，旅店业特别发达。旧时潮宗街曾直通原潮宗门，是出潮宗门达湘江河运码头的必经之道，因而成为米业、堆栈业的集中之地。尤以米市闻名于世，有德安、益华、恒丰、太丰、顺丰、义丰、友和、邓春生等10多家粮栈、米厂。这段路面曾担负着号称清帝国四大米市之一的长沙大部分粮食集散和转口运输，乃近现代长沙米市的中心街区。
潮宗街又是人文荟萃之区。清末军机大臣瞿鸿机宅第位于此街，人称“瞿相府”。1914年湘雅医学专门学校在这里创办。1924年又有真耶稣教会堂在这里落户，方型麻石柱支撑着高大的教堂，木构楼梯与地板，体现了民国时期长沙的建筑风格。潮宗街原56号是l920年毛泽东创办文化书社的旧址。潮宗街中部一小巷，名梓园，原为刘权之公馆的后花园，今保留有一处民国旅馆及戏台。大门内深藏一个约200平方米的院子，院南耸立一座由4个木柱支撑起的歇山式台顶、飞檐翘角的戏台。台顶内部有木构藻井，虽已破损，彩绘图案仍依稀可辨。院东是一排从北向南逐步下降的封火墙，墙内为走廊，连接北西两面的二层客房和南面的戏台。梓园再往西拐一个弯是九如里，因旧有9户体面人家居此巷而得名。如民国时期省民政厅厅长曹伯闻、中央银行长沙分行经理辛衡若、原国大代表万衡、原黄维兵团副司令吴少洲等人公馆就在此街。“九如”又是一吉祥用语，出自《诗·小雅》中“天保九如”的祝寿之辞。两厢公馆多建于民国初期，用一色的机制红砖砌成，石库门，屋顶盖琉璃筒瓦，内部保持天井回廊结构，阳台、甬道、歇亭、花园等一应俱全。巷口门坊保存完好，“九如里”三字为著名书法家黎泽泰所书。 历史上，当地居民多以挑脚、卖河水为生，是旧时长沙有名的贫民区。
潮宗街還是长沙最有名的麻石街（其餘三條分別為太平街、化龍池和坡子街），麻石路為清朝雍正年間所鋪設。
2011年11月下旬，考古专家在长沙万达广场工地发掘的潮宗街古城墙共有两段墙体

## 文化遺址
- 长沙天主教堂
- 長沙基督教永恒堂
- 長沙基督教圣公会礼拜堂
- 中山亭
- 乐诚堂
- 中共湖南省工委旧址
- 李觉公馆
- 文化书社
- 大韓民國臨時政府（長沙）活動舊址
- 潮宗街古城墙